# Гарольд Готелінґ
Гарольд Готелінґ (нар. англ. Harold Hotelling; 29 вересня 1895, Фулда, Мінесота, США — † 26 грудня 1973, Чапел-Хіл, Північна Кароліна) — американський математичний статистик та економіст.
Він був доцентом математики Стенфордського університету з 1927 року, з 1931 по 1946 рік працював в Колумбійському університеті, професор математичної статистики університету Північної Кароліни в Чапел Хілі з 1946 до 1973 р. У Чапел Хілі є вулиця названа його іменем. У 1972 році отримав Нагороду Північної Кароліни за внесок в науку. Президент Економетричного товариства (1936–1937).
Гарольд відіграв велику роль у розвитку математичної економіки, його роботи суттєво вплинули на цілий ряд наукових областей. У США Гарольда знали, в першу чергу, як видного керівника цілого ряду статичних досліджень (наприклад метод основних компонент). Особливо цікавим було його бачення структури університетських факультетів статистики. Дуже вдало Готелінґ керував роботою факультетів Колумбійського університету та Університету Північної Кароліни.